# اونیته دبیتاسیون

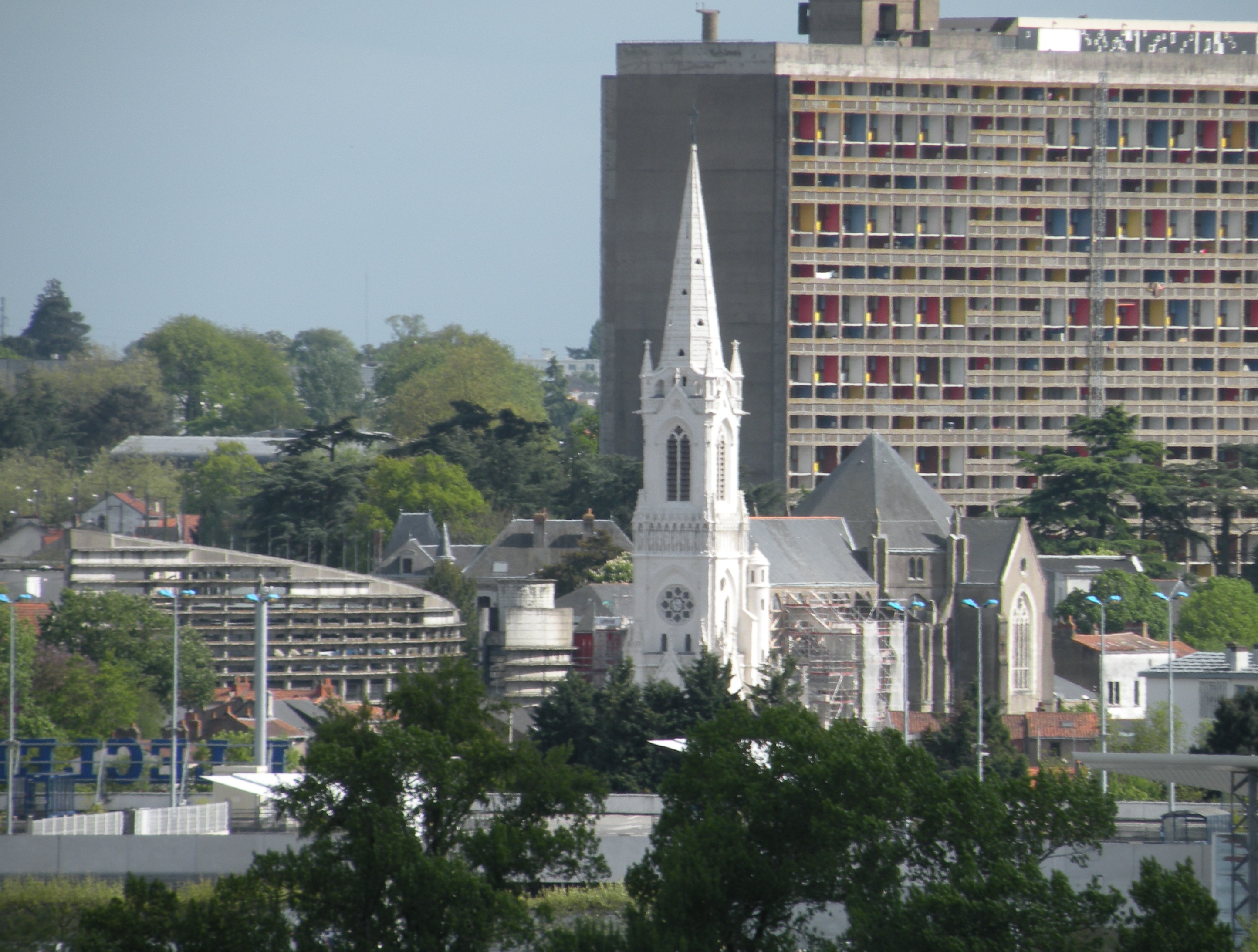
Unité d'Habitation of Nantes-Rezé در پس زمینه

اونیته دبیتاسیون (به فرانسوی: Unité d'habitation)به معنی واحد مسکن (تلفظ فرانسوی: [ynite dabitasjɔ̃] )، (به انگلیسی:Housing Unit) ایده طراحی خانه‌های مسکونی مدرن است که توسط لوکوربوزیه، با همکاری نقاش-معمار نادر آفونسو توسعه یافته‌است. این ایده پایه و اساس گسترش چندین مسکن را که توسط وی در سراسر اروپا با این نام طراحی شده بود، شکل داد. معروف‌ترین این ساخت وسازها در جنوب مارسی واقع شده‌است.

## تاریخچه
ساختمان‌های اونیته دبیتاسیون توسط معمار فرانسوی لوکوربوزیه طراحی شده‌است. در سال ۱۹۲۰، کوربوزیه شروع به گسترش نوعی آپارتمان کرد که در مدرنیسم قرن بیستم و طراحی مسکونی معاصر در اروپا بسیار تأثیرگذار شد. اولین مدل‌های تمام‌عیار در پاریس و مارسی، در زمان طراحی اولین سازه بتنی بلند در دهه ۱۹۴۰ ساخته شد. در پایان کار ساختمان مارسی، چند آپارتمان مدل تکمیل مبله شد و به عنوان یک نمایشگاه برای بازدید کنندگان عرضه‌شد. در دهه ۱۹۸۰ تیمی از ETH زوریخ چندین آپارتمان در مارسی را مورد بررسی قرار داد و چندین مدل در مقیاس کامل برای نمایشگاه‌هایی در پاریس، کارلسروهه، توکیو و نیویورک ساخته‌شد. در سال ۱۹۸۶ یک مدل در مقیاس کامل در Badischer Kunstverein توسط Gernot Bayne بر اساس بررسی Ruggero Tropeano ساخته شد. همان مدل در مرکز ژرژ پمپیدو در معرض نمایش بود. یک آشپزخانه اصلی، پله‌ها و سایر قسمت‌های آپارتمان‌ها در مقیاس کامل نگهداری می‌شوند و در مجموعه‌های مختلف موزه‌ای در سراسر جهان به نمایش گذاشته می‌شوند. آتلیه آشپزخانه نوع ۱ لو کوربوزیه، توسط شارلوت پریاند با همکاری آتلیه لوکوربوزیه طراحی شده‌است. در مجموع ۳۲۱ آپارتمان مجتمع مسکونی با این آشپزخانه مبله شد. موزه هنرهای مدرن در سال ۲۰۱۳ آشپزخانه کاملی را خریداری کرد. در سال ۲۰۰۷ دانش آموزان یک مدل در مقیاس  کامل درست را، به‌طور کاملاً صحیح از نظر سازه‌ای در داخل موزه سیته در پاریس ساختند. آپارتمان‌های مدل اونیته دبیتاسیون در نمایشگاه‌ها یا به سبک تاریخی خود بازسازی شده‌اند.

## سیته رادیوس (Cité radieuse)، مارسی
اولین و مشهورترین این ساختمانها که با نام فرانسوی سیته رادیوس (به فرانسوی: Cité radieuseبه معنی شهر درخشان) نیز شناخته می‌شود و به صورت غیررسمی به عنوان لا مزون دو فدا (به فرانسوی: La Maison du Fada به معنی خانه فدا) (فرانسوی - Provençal، «خانه دیوانه») در مارسی فرانسه واقع شده‌است و بین سالهای ۱۹۴۷ تا ۱۹۵۲ ساخته شده‌است و یکی از مشهورترین آثار لو کوربوزیه که بسیار تأثیرگذار بود و اغلب به عنوان اولین الهامات از سبک معماری و فلسفه معماری زبره کاری به آن استناد می‌شود.
این بنا به صورت بتن بروت (بتن با نمای تگرگی) ساخته شده‌است، زیرا اسکلت فولادی با توجه به کمبودهای پس از جنگ بسیار گران‌قیمت شده بود.در ژوئیه سال ۲۰۱۶، اونیته در مارسی و چندین اثر دیگر لوکوربوزیه به عنوان میراث جهانی یونسکو ثبت شد. همچنین توسط وزارت فرهنگ فرانسه به عنوان یک بنای تاریخی برگزیده شده‌است. این بنا در ۹ فوریه ۲۰۱۲ در اثر آتش‌سوزی آسیب دیده بود.
ساختمان مارسی که توسط طراحان کوربوزیه شادراک وودز و جورج کاندیلیس ساخته شده‌است، شامل ۳۳۷ آپارتمان است که بیش از دوازده طبقه دارند، و همه آنها روی پیلوتی بزرگ هستند. این ساختمان همچنین دارای مغازه‌هایی با یک کتابفروشی معماری، یک گالری در روی بام، امکانات آموزشی، هتلی که برای استفاده عموم آزاد است، و یک رستوران به نام، لو وانتر دو لارشیتکت (به فرانسوی: Le Ventre de l'architecte به معنی"شکم معمار") می‌باشد.
در داخل ساختمان، راهروها از مرکز محور طولی هر سه طبقه ساختمان عبور می‌کنند که هر آپارتمان در دو سطح قرار دارد و از یک طرف ساختمان به طرف دیگر با یک بالکن گسترده می‌شود. طراحی کوربوزیه توسط پیتر بلک معمار آمریکایی به دلیل داشتن اتاق‌های کوچک برای کودکان مورد انتقاد قرار گرفت که برخی از آن اتاق‌ها فاقد پنجره هم بودند. با وجود ساخت بلوک‌ها با سیستم سطح پایین، این موضوع الهام بخش است که علی‌رغم فقدان نسبت‌های اصلی به صورت سخاوتمندانه، امکانات و خدمات عمومی و اماکن پارکی و فضای سبز، این واحد مورد علاقه ساکنان خود است و هم‌اکنون عمدتاً توسط متخصصان طبقه متوسط مورد استفاده است.
بام مسطح به عنوان یک تراس عمومی با دودکش‌های تهویه مجسمه ای شکل، یک مسیر مناسب برای دویدن و یک استخر کم عمق برای دست و پا زدن برای کودکان طراحی شده‌است. همچنین یک مدرسه هنری برای بچه‌ها در آتلیه آن وجود دارد. پشت بام ساختمان، که تعدادی از نمایش‌های تئاتر در آن برگزار شده‌است، در سال ۲۰۱۰ بازسازی شد و از سال ۲۰۱۳ میزبان یک مرکز نمایشگاهی به نام MaMo است. این بام دارای چشم‌انداز بدون مانع به مدیترانه و مارسی است.
به گفته پیتر بلیک، اعضای CIAM یک جشن بزرگ را برای افتتاح ساختمان، در پشت بام ساختمان، در یک عصر تابستانی در سال ۱۹۵۳ برگزار کردند. «معماران از هر نقطه جهان حضور داشتند»، از جمله والتر گروپیوس، که در این مراسم گفت: «هر معماری که این بنا را زیبا نبیند، بهتر است مداد خود را زمین بگذارد.»

## ساختمان‌های دیگر و تأثیرات بر آن‌ها
در طراحی بلوک، معمار آن از مطالعه خود در مورد پروژه مجتمع مسکونی اتحاد جماهیر شوروی، ساختمان Narkomfin در مسکو که توسط معمار مویسی گینزبورگ طراحی شده بود و در سال ۱۹۳۲ به پایان رسید، استفاده کرد.
طراحی زندگی شهری آرمانشهر لو کوربوزیه در چهار ساختمان دیگر با این نام و طراحی بسیار مشابه تکرار شد:
- Unité d'Habitation of Nantes-Rezé در سال ۱۹۵۵،
- Unité d'Habitation برلین در سال ۱۹۵۷،
- Unité d'Habitation of Briey [fr] در سال ۱۹۶۳،
- Unité d'Habitation of Firminy-Vert [fr] در سال ۱۹۶۵.

در همه آنها، محور طولی ساختمان در امتداد شمال - جنوب جهت‌یابی شده‌اند، بنابراین واحدها رو به شرق و غرب هستند.
مصالح استفاده شده (بتن بروت) بر جنبش معماری زبره کاری تأثیر گذاشت و این ساختمان الهام‌بخش چندین مجتمع مسکونی از جمله املاک آلتون وست در روهامپتون، لندن و پارک هیل در شفیلد بوده‌است. این ساختمان‌ها انتقادات زیادی را به خود جلب کرده‌اند. سایر جلوه‌های موفقیت‌آمیز این نوع واحد مسکونی عبارتند از: چمبرلین، پاول و املاک بون باربیکن (تکمیل شده در ۱۹۸۲)، املاک ساموادا گوردون تیت، آیل آو داگز (۱۹۶۵)، برج بالفرون ارنی گلدفینگر (۱۹۶۷) و برج ترلیک(۱۹۷۲)، که همه در لندن می‌باشند. مجتمع‌های ارزشمند دیگر که به شدت از این ایده‌آلهام گرفته‌اند، Za Zaelazną Bramą املاک و مسکن (پشت دروازه آهنی) در ورشو، و Superjednostka در Katowice، که در دهه هفتاد ساخته شده‌است.
نمونه ای بی نظیر در بین کشورهای پسا کمونیستی ساختمان آپارتمانی به نام PAN (Polska Akademia Nauk) است که با الهام از اصول لو کوربوزیه، بدون آپارتمان‌های کوچک، ساختمان مجسمه ای انتزاعی شامل آپارتمان‌های بزرگ و تراس پشت بام با استخر که در خیابان ویژسکا ۲۰، ورشو در لهستان، در سال ۱۹۶۴ توسط معمار جرزی جییزتور ساخته شد.
مجتمع ریزرو اسکوایر (به انگلیسی: Reserve Square) در کلیولند، اوهایو که در سال ۱۹۶۹–۱۹۱۹ ساخته شد نیز تحت تأثیر پروژه لو کوربوزیه بود.
مجتمع ریور ساید پلازا (به انگلیسی: Riverside Plaza) در مینیاپولیس، مینه سوتا، که در سال ۱۹۷۳ افتتاح شد، همچنین تحت تأثیر این پروژه از پانل‌های چند رنگ و طراحی زبره کاری استفاده کرد.
بنایی در خیابان ووکووارسکا در زاگرب توسط معمار دراگو گالیچ از اصول لو کوربوزیه الهام گرفته شده‌است.

## فضای داخلی
آپارتمان‌ها به مبلمان جزو ساختمان و دیوارهای با طراحی مخصوص انبار با کمدهای مختلف با درهای کشویی مجهز شده بودند که توسط شارلوت پریاند با همکاری آتلیه لو کوربوزیه طراحی شده‌اند. علاوه بر این پریاند در طراحی آشپزخانه‌های آپارتمانی همکاری داشت، ۳۲۱ از ۳۳۷ دستگاه به آشپزخانه‌های نوع ۱ آتلیه لو کوربوزیه، مجهز شده بودند، که بسیاری از آنها به دلیل استفاده کارآمد از فضا هنوز در محل هستند. پله‌های فلزی و پیشخوان‌های آشپزخانه آلومینیومی توسط ژان پرووه طراحی شده‌است. آپارتمان‌های مدل اونیته دبیتاسیون در ساختمانهای تاریخی اونیته و همچنین در نمایشگاه‌های سراسر دنیا بازسازی شده‌اند.